# Obersturmmann
Obersturmmann (traducido como: Soldado de asalto mayor) fue un rango militar alemán
nacionalsocialista que existió desde 1931 hasta 1945. El rango de Obersturmmann se podría considerar actualmente el equivalente de un soldado de primera o soldado primero, aunque en las SA era equivalente a cabo segundo superior. El rango de Obersturmmann puede tener sus orígenes en la Primera Guerra Mundial, donde el cargo era ocupado por suboficiales de bajo nivel que servían como líderes del equipo de bomberos en compañías Sturmtruppen (soldados de asalto).

## Uso

### Tercer Reich
Muy pocas instituciones vinculadas al partido nacionalsocialista mantuvieron el rango de Obersturmmann y el título generalmente aparecía en organizaciones como el NSKK o las SA que no mantenían el rango de Mann. Es posible que Adolf Eichmann lo fuese. El rango dejó de existir en 1945 y nunca más apareció en el Heer (Ejército Alemán), principalmente debido a su conexión con el Tercer Reich.